# Albert Mummery

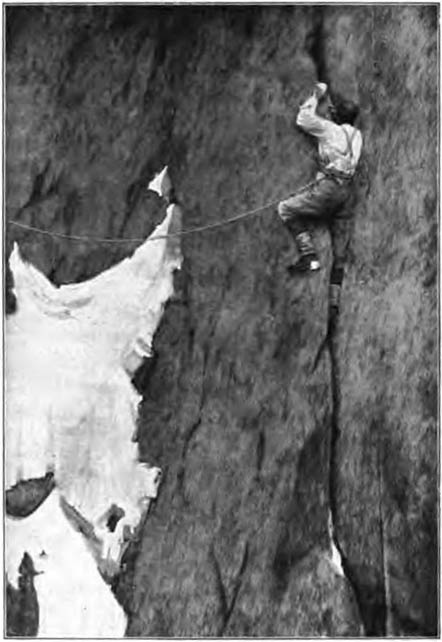
Albert F. Mummery, escaladând un munte

Albert Frederick Mummery (n. 10 septembrie 1855, Dover, Anglia, Regatul Unit al Marii Britanii și Irlandei – d. 24 august 1895, Nanga Parbat, Gilgit-Baltistan⁠(d), Pakistan) a fost un alpinist englez. Deși este faimos pentru numeroasele și variatele prime ascensiuni montane realizate în Munții Alpi, Mummery, împreună cu J. Norman Collie, Hastings și doi șerpași gurkha, sunt cunoscuți ca fiind primii oameni care au încercat să urce pe unul dintre masivele montane himalayene cu altitudinea de peste 8.000 de metri - cele mai înalte 14 piscuri montane din lume.
Încercarea lor pionierească de a escalada masivul himalayan Nanga Parbat în 1895 s-a dovedit dezastruoasă atunci când Mummery și cei doi șerpași gurkha au pierit într-o avalanșă, în timp ce se aflau în recunoaștere pe vârful Rakhiot. Muntele a dobândit în timp o reputație de „ucigător de oameni”, din cauza faptului că 31 de oameni și-au pierdut viața pe pantele sale până când legendarul alpinist austriac Hermann Buhl a reușit să urce pe cel mai înalt vârf în anul 1953. Buhl l-a descris pe Mummery ca „unul dintre cei mai mari alpiniști din toate timpurile”.

## Formare profesională
Tatăl lui Mummery era proprietarul unui atelier de tăbăcărie, care a fost ales primar al orașului Dover. Activitatea de tăbăcărie era suficient de prosperă pentru ca Mummery să-și dedice majoritatea energiei către practicarea alpinismului și studierii economiei. A devenit prieten cu John A. Hobson și cei doi au colaborat la elaborarea lucrării The Physiology of Industry (1889), care susținea că din cauza tendinței populației către supraeconomisire - ce reprezenta cauza depresiunilor - economia necesita intervenția statului pentru a atinge stabilitatea.

## Alpinist
Mummery este cunoscut mai ales pentru activitatea sa de pionierat în domeniul alpinismului. A urcat inițial împreună cu ghizi montani, dar a făcut parte, alături de camarazii săi William Cecil Slingsby și J. Norman Collie, din mișcarea care a revoluționat alpinismul prin practicarea ascensiunii montane fără ghid. El a inventat cortul Mummery, un tip de cort folosit în perioada de început a practicării alpinismului sportiv.
El a efectuat o serie de prime ascensiuni remarcabile, mai ales Aiguille du Grépon (ce are o crăpătură care-i poartă astăzi numele), Dent du Requin, Grands Charmoz, Teufelsgrat de pe muntele Täschhorn, Dürrenhorn și creasta Zmutt a muntelui Matterhorn, pe care a atins-o pe 3 septembrie 1879, împreună cu ghizii Alexander Burgener, J. Petrus și A. Gentinetta. În 1894 a urcat împreună cu prietenul său, tânărul duce al Abruzzi, pe vârful Matterhorn, mergând pe același traseu.
Ocazional Mummery a efectuat ascensiuni montane împreună cu soția lui, Mary, sau cu prietena ei, Lily Bristow.
În 1880 Mummery și Burgener au trebuit să renunțe la încercarea de a realiza prima ascensiune pe mult-râvnitul Dent du Géant, fiind nevoiți să se întoarcă din cauza neputinței de a escalada niște pereți înalți de stâncă. Aceasta l-a făcut pe Mummery să exclame profetic că muntele e „absolut inaccesibil prin mijloace cinstite!”
În 1895 Collie, Hastings și Mummery au fost primii alpiniști care au încercat să urce pe Nanga Parbat, un masiv montan himalayan cu altitudinea de peste 8.000 de metri și al nouălea cel mai înalt munte din lume. În această expediție ușoară de pionierat, muntele a făcut primele dintre multele sale victime, atunci când Mummery și cei doi șerpași gurkha, Ragobir Thapa și Goman Singh, au căzut și au fost uciși de o avalanșă, în timp ce urcau spre vârful Rakhiot (7.070 m) de pe latura nordică a masivului. Trupurile lor lor nu au fost găsite niciodată. Povestea acestei expediții cu final dezastruos este relatată în cartea From the Himalaya to Skye a lui J. Norman Collie.
Mummery a lăsat în urma sa unele dintre cele mai cunoscute trasee montane din Alpi, precum și cartea My Climbs in the Alps and Caucasus, una dintre lucrările clasice despre alpinism.
| “                                                              | S-a observat frecvent că toți munții par a fi sortiți să treacă prin cele trei etape: un vârf inaccesibil - cea mai dificilă ascensiune din Alpi - o zi ușoară pentru o doamnă. | ” |
| — Albert Frederick Mummery, My Climbs in the Alps and Caucasus | |   |

## Legături externe
- Peter H. Hansen, „Mummery, Albert Frederick (1855–1895)”, Oxford Dictionary of National Biography, Oxford University Press, 2004